# Grönvingad piplärka
Grönvingad piplärka (Anthus lineiventris) är en afrikansk fågel i familjen ärlor inom ordningen tättingar beskriven av och uppkallad efter svenske zoologen Carl J. Sundevall. Arten förekommer i södra Afrika i steniga områden i torra gräsmarker, från södra Kenya och Angola till Sydafrika. Beståndet anses vara stabilt och kategoriseras som livskraftigt.

## Utseende och läte
Grönvingad piplärka är en rätt stor piplärka med en kroppslängd på 17-18 cm och en vikt på 31-37 gram. Vingtäckarna är unikt gulgrönkantade och undersidan är olivbrun med mörka bruna streck. Sången är högljutt genomträngande och trastlik.

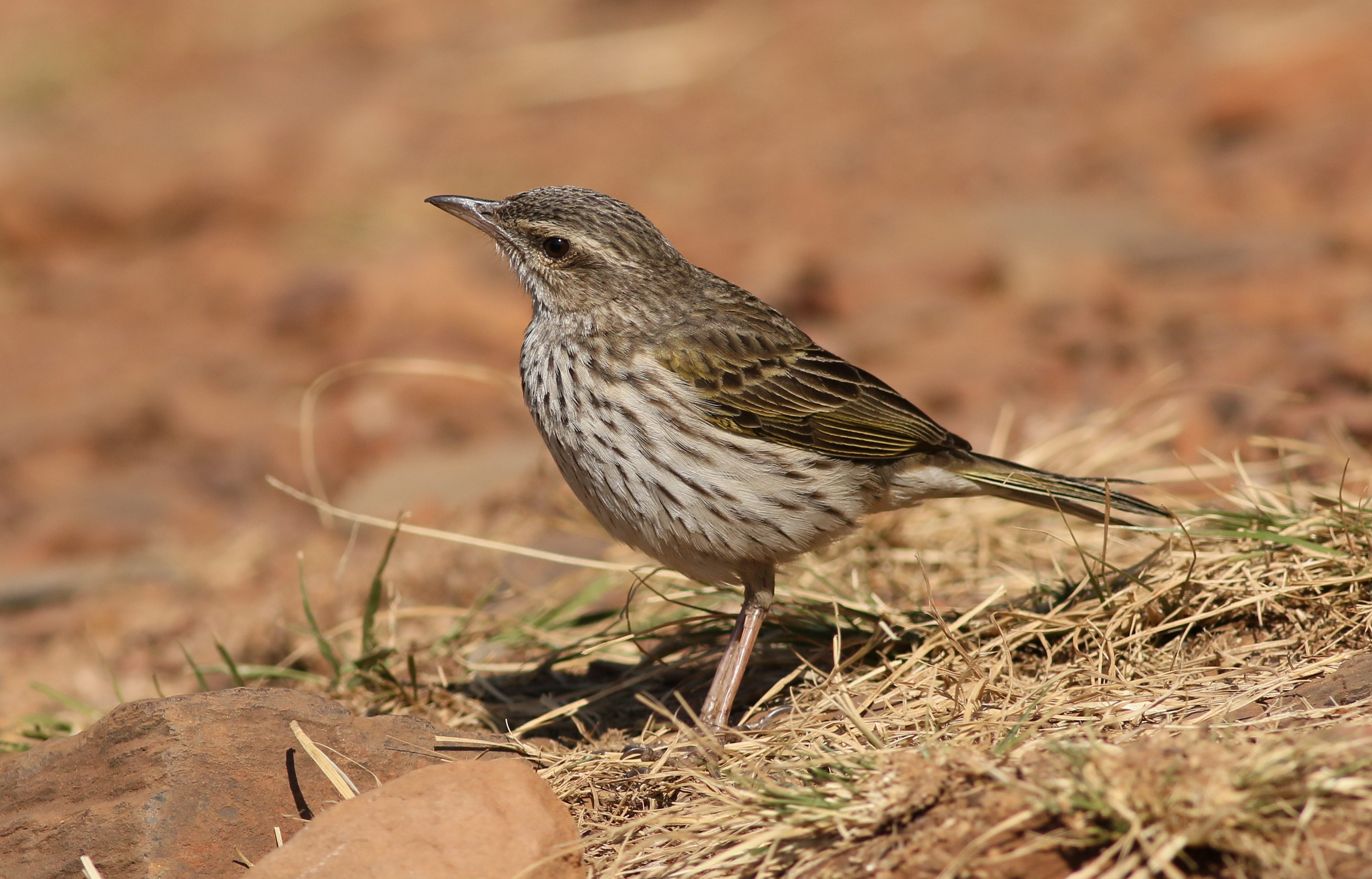
En grönvingad piplärka fotograferad i Walter Sisulu National Botanical Garden i sydafrikanska Gauteng.

## Utbredning och systematik
Grönvingad piplärka förekommer i södra Afrika. Den behandlas antingen som monotypisk eller delas in i två underarter med följande utbredning:
- Anthus lineiventris stygium – västra Angola till västra Tanzania, sydöstra Kenya och kustnära östra Sydafrika
- Anthus lineiventris lineiventris – sydöstra Botswana, nordöstra Sydafrika och västra Swaziland

Arten är nära släkt med kopjepiplärkan (Anthus crenatus). Tillsammans utgör de en utvecklingslinje som är systergrupp till piplärkorna i Macronyx, alltså närmare dessa än typarten för Anthus, ängspiplärka (Anthus pratensis). Dessa resultat har dock ännu inte lett till några taxonomiska förändringar.

## Levnadssätt
Fågeln förekommer i klippiga och steniga områden i torr savann. Den lever av insekter och andra leddjur, framför allt gräshoppor.

## Status och hot
Arten har ett stort utbredningsområde och en stor population med stabil utveckling och tros inte vara utsatt för något substantiellt hot. Utifrån dessa kriterier kategoriserar internationella naturvårdsunionen IUCN arten som livskraftig (LC). Världspopulationen har inte uppskattats men den beskrivs som ovanlig till frekvent förekommande.

## Namn
Fågeln har haft flera namn på svenska. Tidigare kallades den strimpiplärka, men detta ansågs vara för likt arten strimmig piplärka, varför Birdlife Sverige bytte namn till sundevallpiplärka, hedrande svensken Carl J. Sundevall som var först med att beskriva arten vetenskapligt 1851. I arbetet med att minimera antalet eponym justerades namnet 2024 återigen.